# Maria Wickman
Estelle Kylla Maria Wickman Nordqvist, född 4 september 1951 i Katarina församling i Stockholm, är en svensk sångerska.
Maria Wickman deltog i den svenska Melodifestivalen 1982 med melodin "Dags att börja om igen" och Melodifestivalen 1983 med "Okej, jag ger mig", vilken slutade på en delad sjätteplats. Hon har också sjungit bland annat med Electric Banana Band. Hon är dotter till Putte Wickman och Estelle Christensen samt syster till Basse Wickman, halvsyster till Anna Olsdotter Arnmar och dotterdotter till Axel Christensen.